# Lista siturilor arheologice din județul Mehedinți - D
Lista siturilor arheologice din județul Mehedinți - D conține toate siturile arheologice din județul Mehedinți înscrise în Repertoriul Arheologic Național (RAN) și aflate în localități al căror nume începe cu litera D. RAN este administrat de Ministerul Culturii și Patrimoniului Național și cuprinde date științifice, cartografice, topografice, imagini și planuri, precum și orice alte informații privitoare la zonele cu potențial arheologic, studiate sau nu, încă existente sau dispărute.
Puteți căuta un sit din localitățile care încep cu litera D folosind formularul de mai jos sau puteți naviga prin toate siturile din județ la Lista siturilor arheologice din județul Mehedinți.
| Cod RAN                                   | Denumire | Localitate                           | Adresă                                                   | Datare                | Descoperit | Coordonate                                      | Imagine           | Erori            |
| ----------------------------------------- | --- | ------------------------------------ | -------------------------------------------------------- | --------------------- | ---------- | ----------------------------------------------- | ----------------- | ---------------- |
| 109782.01.01 (Cod LMI: MH-I-s-B-10044)    | Orașul roman Drobeta / ansamblu Orașul roman Drobeta (Categorie: locuire civilă) (Tip: Așezare urbană)                                                                              | municipiul Drobeta-Turnu Severin     |                                                          | sec. II - VI          |            |                                                 | Încărcați imagine | Raportați eroare |
| 109782.02.01 (Cod LMI: MH-I-m-A-10047.04) | Situl arheologic de la Drobeta-Turnu Severin - str. Independenței nr. 2 / ansamblu Podul lui Traian (Categorie: locuire) (Tip: Pod)                                                 | municipiul Drobeta-Turnu Severin     | str. Independenței nr. 2, punct str. Independenței nr. 2 | sec. II               |            |                                                 | Încărcați imagine | Raportați eroare |
| 109782.02.02 (Cod LMI: MH-I-m-A-10047.03) | Situl arheologic de la Drobeta-Turnu Severin - str. Independenței nr. 2 / ansamblu Castrul Drobeta (Categorie: locuire) (Tip: Castru)                                               | municipiul Drobeta-Turnu Severin     | str. Independenței nr. 2, punct str. Independenței nr. 2 | sec. II - VI          |            |                                                 | Încărcați imagine | Raportați eroare |
| 109782.02.03 (Cod LMI: MH-I-m-A-10047.02) | Situl arheologic de la Drobeta-Turnu Severin - str. Independenței nr. 2 / ansamblu anonim (Categorie: locuire) (Tip: Terme)                                                         | municipiul Drobeta-Turnu Severin     | str. Independenței nr. 2, punct str. Independenței nr. 2 | sec. II - VI          |            |                                                 | Încărcați imagine | Raportați eroare |
| 109782.02.04 (Cod LMI: MH-I-m-A-10047.01) | Situl arheologic de la Drobeta-Turnu Severin - str. Independenței nr. 2 / ansamblu anonim (Categorie: locuire) (Tip: Fortificație)                                                  | municipiul Drobeta-Turnu Severin     | str. Independenței nr. 2, punct str. Independenței nr. 2 | sec. XIII - XV        |            |                                                 | Încărcați imagine | Raportați eroare |
| 109782.05.01                              | Biserica medievală de la Drobeta-Turnu Severin - "str. Independenței nr. 2" / ansamblu Ruinele bisericii cu contraforturi (Categorie: structură de cult/religioasă) (Tip: Biserică) | municipiul Drobeta-Turnu Severin     | str. Independenței nr. 2                                 | sec. XIII - XIV       |            |                                                 | Încărcați imagine | Raportați eroare |
| 111569.01.01                              | Situl arheologic de la Dârvari - "Cetățuia" / ansamblu anonim (Categorie: locuire civilă) (Tip: Așezare fortificată)                                                                | sat Dârvari, comuna Dârvari          | Cetățuia                                                 | Sălcuța               |            |                                                 | Încărcați imagine | Raportați eroare |
| 111569.01.02                              | Situl arheologic de la Dârvari - "Cetățuia" / ansamblu anonim (Categorie: locuire civilă) (Tip: Așezare)                                                                            | sat Dârvari, comuna Dârvari          | Cetățuia                                                 |                       |            |                                                 | Încărcați imagine | Raportați eroare |
| 111499.01.01 (Cod LMI: MH-I-m-B-10068.03) | Situl arheologic de la Devesel - "Ochiuri" / ansamblu Așezare neolitică (Categorie: locuire civilă) (Tip: Așezare fortificată)                                                      | sat Devesel, comuna Devesel          | Ochiuri                                                  | Sălcuța               |            |                                                 | Încărcați imagine | Raportați eroare |
| 111499.01.02 (Cod LMI: MH-I-m-B-10068.02) | Situl arheologic de la Devesel - "Ochiuri" / ansamblu Așezare din epoca bronzului (Categorie: locuire civilă) (Tip: Așezare fortificată)                                            | sat Devesel, comuna Devesel          | Ochiuri                                                  | Gârla Mare            |            |                                                 | Încărcați imagine | Raportați eroare |
| 111499.01.03 (Cod LMI: MH-I-m-B-10068.01) | Situl arheologic de la Devesel - "Ochiuri" / ansamblu Așezare hallstattiană (Categorie: locuire civilă) (Tip: Așezare fortificată)                                                  | sat Devesel, comuna Devesel          | Ochiuri                                                  | sec. VII - VI a. Chr. |            |                                                 | Încărcați imagine | Raportați eroare |
| 110553.01.01 (Cod LMI: MH-I-s-B-10069)    | Așezarea Verbicioara de la Dobra / ansamblu anonim (Categorie: locuire civilă) (Tip: Așezare)                                                                                       | sat Dobra, comuna Bălăcița           |                                                          | Verbicioara           |            |                                                 | Încărcați imagine | Raportați eroare |
| 109782.06.01                              | Castrul roman de la Drobeta / ansamblu anonim (Categorie: locuire militară) (Tip: Castru)                                                                                           | municipiul Drobeta-Turnu Severin     |                                                          |                       |            |                                                 | Încărcați imagine | Raportați eroare |
| 109782.06.02                              | Castrul roman de la Drobeta / ansamblu anonim (Categorie: locuire militară) (Tip: Fortificație)                                                                                     | municipiul Drobeta-Turnu Severin     |                                                          | sec. X-XIII           |            |                                                 | Încărcați imagine | Raportați eroare |
| 109782.06.03                              | Castrul roman de la Drobeta / ansamblu anonim (Categorie: locuire militară) (Tip: Fortificație)                                                                                     | municipiul Drobeta-Turnu Severin     |                                                          | sec. XIII -XVIII      |            |                                                 | Încărcați imagine | Raportați eroare |
| 109782.07.01 (Cod LMI: MH-II-a-A-10184)   | Ruinele cetății Severinului de la Drobeta-Turnu Severin / ansamblu Ruinele cetății Severinului / complex anonim (Categorie: fortificație) (Tip: Cetate)                             | municipiul Drobeta-Turnu Severin     | Bd. Dunării                                              | sec. XIII             |            | 44°37′25″N 22°39′51″E / 44.623678°N 22.664172°E | Încărcați imagine | Raportați eroare |
| 109782.07.01 (Cod LMI: MH-II-a-A-10184)   | Ruinele cetății Severinului de la Drobeta-Turnu Severin / ansamblu Ruinele cetății Severinului / complex anonim (Categorie: fortificație) (Tip: șanț de apărare)                    | municipiul Drobeta-Turnu Severin     | Bd. Dunării                                              | sec. XIII             |            | 44°37′25″N 22°39′51″E / 44.623678°N 22.664172°E | Încărcați imagine | Raportați eroare |
| 111621.01.01 (Cod LMI: MH-II-m-B-10323)   | Biserica "Sf. Ioan Botezătorul" de la Dumbrava de Sus / ansamblu anonim (Categorie: structură de cult/religioasă) (Tip: biserică)                                                   | sat Dumbrava de Sus, comuna Dumbrava |                                                          |                       |            |                                                 | Încărcați imagine | Raportați eroare |
| 112931.01.01                              | Situl arheologic în peșteră de la Dubova-Peștera Climente I / ansamblu anonim (Categorie: locuire) (Tip: Locuință rupestră)                                                         | sat Dubova, comuna Dubova            | Peștera Climente I                                       |                       |            |                                                 | Încărcați imagine | Raportați eroare |
| 112931.01.02                              | Situl arheologic în peșteră de la Dubova-Peștera Climente I / ansamblu anonim (Categorie: locuire) (Tip: Locuință rupestră)                                                         | sat Dubova, comuna Dubova            | Peștera Climente I                                       |                       |            |                                                 | Încărcați imagine | Raportați eroare |
| 112931.01.03                              | Situl arheologic în peșteră de la Dubova-Peștera Climente I / ansamblu anonim (Categorie: locuire) (Tip: Locuință rupestră)                                                         | sat Dubova, comuna Dubova            | Peștera Climente I                                       |                       |            |                                                 | Încărcați imagine | Raportați eroare |
| 112931.01.04                              | Situl arheologic în peșteră de la Dubova-Peștera Climente I / ansamblu anonim (Categorie: locuire) (Tip: Locuință rupestră)                                                         | sat Dubova, comuna Dubova            | Peștera Climente I                                       |                       |            |                                                 | Încărcați imagine | Raportați eroare |
| 112931.01.05                              | Situl arheologic în peșteră de la Dubova-Peștera Climente I / ansamblu anonim (Categorie: locuire) (Tip: Locuință rupestră)                                                         | sat Dubova, comuna Dubova            | Peștera Climente I                                       |                       |            |                                                 | Încărcați imagine | Raportați eroare |
| 112931.01.06                              | Situl arheologic în peșteră de la Dubova-Peștera Climente I / ansamblu anonim (Categorie: locuire) (Tip: Locuință rupestră)                                                         | sat Dubova, comuna Dubova            | Peștera Climente I                                       |                       |            |                                                 | Încărcați imagine | Raportați eroare |
| 112931.01.07                              | Situl arheologic în peșteră de la Dubova-Peștera Climente I / ansamblu anonim (Categorie: locuire) (Tip: Locuință rupestră)                                                         | sat Dubova, comuna Dubova            | Peștera Climente I                                       |                       |            |                                                 | Încărcați imagine | Raportați eroare |
| 112931.01.08                              | Situl arheologic în peșteră de la Dubova-Peștera Climente I / ansamblu anonim (Categorie: locuire) (Tip: Locuință rupestră)                                                         | sat Dubova, comuna Dubova            | Peștera Climente I                                       |                       |            |                                                 | Încărcați imagine | Raportați eroare |
| 112931.01.09                              | Situl arheologic în peșteră de la Dubova-Peștera Climente I / ansamblu anonim (Categorie: locuire) (Tip: Locuință rupestră)                                                         | sat Dubova, comuna Dubova            | Peștera Climente I                                       |                       |            |                                                 | Încărcați imagine | Raportați eroare |
| 112931.02.01                              | Situl arheologic în peșteră de la Dubova-Peștera Climente II / ansamblu anonim (Categorie: locuire) (Tip: Locuință rupestră)                                                        | sat Dubova, comuna Dubova            | Peștera Climente II                                      |                       |            |                                                 | Încărcați imagine | Raportați eroare |
| 112931.02.02                              | Situl arheologic în peșteră de la Dubova-Peștera Climente II / ansamblu anonim (Categorie: locuire) (Tip: Locuință rupestră)                                                        | sat Dubova, comuna Dubova            | Peștera Climente II                                      |                       |            |                                                 | Încărcați imagine | Raportați eroare |
| 112931.02.03                              | Situl arheologic în peșteră de la Dubova-Peștera Climente II / ansamblu anonim (Categorie: locuire) (Tip: Locuință rupestră)                                                        | sat Dubova, comuna Dubova            | Peștera Climente II                                      |                       |            |                                                 | Încărcați imagine | Raportați eroare |
| 112931.02.04                              | Situl arheologic în peșteră de la Dubova-Peștera Climente II / ansamblu anonim (Categorie: locuire) (Tip: Locuință rupestră)                                                        | sat Dubova, comuna Dubova            | Peștera Climente II                                      |                       |            |                                                 | Încărcați imagine | Raportați eroare |
| 112931.02.05                              | Situl arheologic în peșteră de la Dubova-Peștera Climente II / ansamblu anonim (Categorie: locuire) (Tip: Locuință rupestră)                                                        | sat Dubova, comuna Dubova            | Peștera Climente II                                      |                       |            |                                                 | Încărcați imagine | Raportați eroare |
| 112931.02.06                              | Situl arheologic în peșteră de la Dubova-Peștera Climente II / ansamblu anonim (Categorie: locuire) (Tip: Locuință rupestră)                                                        | sat Dubova, comuna Dubova            | Peștera Climente II                                      |                       |            |                                                 | Încărcați imagine | Raportați eroare |
| 112931.02.07                              | Situl arheologic în peșteră de la Dubova-Peștera Climente II / ansamblu anonim (Categorie: locuire) (Tip: Locuință rupestră)                                                        | sat Dubova, comuna Dubova            | Peștera Climente II                                      |                       |            |                                                 | Încărcați imagine | Raportați eroare |
| 112931.02.08                              | Situl arheologic în peșteră de la Dubova-Peștera Climente II / ansamblu anonim (Categorie: locuire) (Tip: Locuință rupestră)                                                        | sat Dubova, comuna Dubova            | Peștera Climente II                                      |                       |            |                                                 | Încărcați imagine | Raportați eroare |
| 112931.03.01                              | Situl arheologic în peșteră de la Dubova-Peștera Cuina Turcului / ansamblu anonim (Categorie: locuire) (Tip: Locuință rupestră)                                                     | sat Dubova, comuna Dubova            | Peștera Cuina Turcului                                   |                       |            |                                                 | Încărcați imagine | Raportați eroare |
| 112931.03.02                              | Situl arheologic în peșteră de la Dubova-Peștera Cuina Turcului / ansamblu anonim (Categorie: locuire) (Tip: Locuință rupestră)                                                     | sat Dubova, comuna Dubova            | Peștera Cuina Turcului                                   |                       |            |                                                 | Încărcați imagine | Raportați eroare |
| 112931.03.03                              | Situl arheologic în peșteră de la Dubova-Peștera Cuina Turcului / ansamblu anonim (Categorie: locuire) (Tip: Locuință rupestră)                                                     | sat Dubova, comuna Dubova            | Peștera Cuina Turcului                                   |                       |            |                                                 | Încărcați imagine | Raportați eroare |
| 112931.03.04                              | Situl arheologic în peșteră de la Dubova-Peștera Cuina Turcului / ansamblu anonim (Categorie: locuire) (Tip: Locuință rupestră)                                                     | sat Dubova, comuna Dubova            | Peștera Cuina Turcului                                   |                       |            |                                                 | Încărcați imagine | Raportați eroare |
| 112931.03.05                              | Situl arheologic în peșteră de la Dubova-Peștera Cuina Turcului / ansamblu anonim (Categorie: locuire) (Tip: Locuință rupestră)                                                     | sat Dubova, comuna Dubova            | Peștera Cuina Turcului                                   |                       |            |                                                 | Încărcați imagine | Raportați eroare |
| 112931.03.06                              | Situl arheologic în peșteră de la Dubova-Peștera Cuina Turcului / ansamblu anonim (Categorie: locuire) (Tip: Locuință rupestră)                                                     | sat Dubova, comuna Dubova            | Peștera Cuina Turcului                                   |                       |            |                                                 | Încărcați imagine | Raportați eroare |
| 112931.04.01                              | Situl arheologic în peșteră de la Dubova-Peștera Peștera Fluturilor / ansamblu anonim (Categorie: locuire) (Tip: Locuință rupestră)                                                 | sat Dubova, comuna Dubova            | Peștera Fluturilor                                       |                       |            |                                                 | Încărcați imagine | Raportați eroare |
| 112931.04.02                              | Situl arheologic în peșteră de la Dubova-Peștera Peștera Fluturilor / ansamblu anonim (Categorie: locuire) (Tip: Locuință rupestră)                                                 | sat Dubova, comuna Dubova            | Peștera Fluturilor                                       |                       |            |                                                 | Încărcați imagine | Raportați eroare |
| 112931.04.03                              | Situl arheologic în peșteră de la Dubova-Peștera Peștera Fluturilor / ansamblu anonim (Categorie: locuire) (Tip: Locuință rupestră)                                                 | sat Dubova, comuna Dubova            | Peștera Fluturilor                                       |                       |            |                                                 | Încărcați imagine | Raportați eroare |
| 112931.05.01                              | Situl arheologic în peșteră de la Dubova-Peștera lui Carafil / ansamblu anonim (Categorie: locuire) (Tip: Locuință rupestră)                                                        | sat Dubova, comuna Dubova            | Peștera lui Carafil                                      |                       |            |                                                 | Încărcați imagine | Raportați eroare |
| 112931.05.02                              | Situl arheologic în peșteră de la Dubova-Peștera lui Carafil / ansamblu anonim (Categorie: locuire) (Tip: Locuință rupestră)                                                        | sat Dubova, comuna Dubova            | Peștera lui Carafil                                      |                       |            |                                                 | Încărcați imagine | Raportați eroare |
| 112931.05.03                              | Situl arheologic în peșteră de la Dubova-Peștera lui Carafil / ansamblu anonim (Categorie: locuire) (Tip: Locuință rupestră)                                                        | sat Dubova, comuna Dubova            | Peștera lui Carafil                                      |                       |            |                                                 | Încărcați imagine | Raportați eroare |
| 112931.06.01                              | Situl arheologic în peșteră de la Dubova-Peștera Ponicova / ansamblu anonim (Categorie: locuire) (Tip: Locuință rupestră)                                                           | sat Dubova, comuna Dubova            | Peștera Ponicova                                         |                       |            |                                                 | Încărcați imagine | Raportați eroare |
| 112931.06.02                              | Situl arheologic în peșteră de la Dubova-Peștera Ponicova / ansamblu anonim (Categorie: locuire) (Tip: Locuință rupestră)                                                           | sat Dubova, comuna Dubova            | Peștera Ponicova                                         |                       |            |                                                 | Încărcați imagine | Raportați eroare |
| 112931.06.03                              | Situl arheologic în peșteră de la Dubova-Peștera Ponicova / ansamblu anonim (Categorie: locuire) (Tip: Locuință rupestră)                                                           | sat Dubova, comuna Dubova            | Peștera Ponicova                                         |                       |            |                                                 | Încărcați imagine | Raportați eroare |
| 112931.06.04                              | Situl arheologic în peșteră de la Dubova-Peștera Ponicova / ansamblu anonim (Categorie: locuire) (Tip: Locuință rupestră)                                                           | sat Dubova, comuna Dubova            | Peștera Ponicova                                         |                       |            |                                                 | Încărcați imagine | Raportați eroare |
| 112931.06.05                              | Situl arheologic în peșteră de la Dubova-Peștera Ponicova / ansamblu anonim (Categorie: locuire) (Tip: Locuință rupestră)                                                           | sat Dubova, comuna Dubova            | Peștera Ponicova                                         |                       |            |                                                 | Încărcați imagine | Raportați eroare |
| 112931.06.06                              | Situl arheologic în peșteră de la Dubova-Peștera Ponicova / ansamblu anonim (Categorie: locuire) (Tip: Locuință rupestră)                                                           | sat Dubova, comuna Dubova            | Peștera Ponicova                                         |                       |            |                                                 | Încărcați imagine | Raportați eroare |
| 112931.06.07                              | Situl arheologic în peșteră de la Dubova-Peștera Ponicova / ansamblu anonim (Categorie: locuire) (Tip: Locuință rupestră)                                                           | sat Dubova, comuna Dubova            | Peștera Ponicova                                         |                       |            |                                                 | Încărcați imagine | Raportați eroare |
| 112931.06.08                              | Situl arheologic în peșteră de la Dubova-Peștera Ponicova / ansamblu anonim (Categorie: locuire) (Tip: Locuință rupestră)                                                           | sat Dubova, comuna Dubova            | Peștera Ponicova                                         |                       |            |                                                 | Încărcați imagine | Raportați eroare |
| 112931.07.01                              | Situl arheologic în peșteră de la Dubova-Peștera Veterani / ansamblu anonim (Categorie: locuire) (Tip: Locuință rupestră)                                                           | sat Dubova, comuna Dubova            | Peștera Veterani                                         |                       |            |                                                 | Încărcați imagine | Raportați eroare |
| 112931.07.02                              | Situl arheologic în peșteră de la Dubova-Peștera Veterani / ansamblu anonim (Categorie: locuire) (Tip: Locuință rupestră)                                                           | sat Dubova, comuna Dubova            | Peștera Veterani                                         |                       |            |                                                 | Încărcați imagine | Raportați eroare |
| 112931.07.03                              | Situl arheologic în peșteră de la Dubova-Peștera Veterani / ansamblu anonim (Categorie: locuire) (Tip: Locuință rupestră)                                                           | sat Dubova, comuna Dubova            | Peștera Veterani                                         |                       |            |                                                 | Încărcați imagine | Raportați eroare |
| 112931.07.04                              | Situl arheologic în peșteră de la Dubova-Peștera Veterani / ansamblu anonim (Categorie: locuire) (Tip: Locuință rupestră)                                                           | sat Dubova, comuna Dubova            | Peștera Veterani                                         |                       |            |                                                 | Încărcați imagine | Raportați eroare |
| 112931.07.05                              | Situl arheologic în peșteră de la Dubova-Peștera Veterani / ansamblu anonim (Categorie: locuire) (Tip: Locuință rupestră)                                                           | sat Dubova, comuna Dubova            | Peștera Veterani                                         |                       |            |                                                 | Încărcați imagine | Raportați eroare |
| 112931.07.06                              | Situl arheologic în peșteră de la Dubova-Peștera Veterani / ansamblu anonim (Categorie: locuire) (Tip: Locuință rupestră)                                                           | sat Dubova, comuna Dubova            | Peștera Veterani                                         |                       |            |                                                 | Încărcați imagine | Raportați eroare |
| 112931.07.07                              | Situl arheologic în peșteră de la Dubova-Peștera Veterani / ansamblu anonim (Categorie: locuire) (Tip: Locuință rupestră)                                                           | sat Dubova, comuna Dubova            | Peștera Veterani                                         |                       |            |                                                 | Încărcați imagine | Raportați eroare |
| 112931.07.08                              | Situl arheologic în peșteră de la Dubova-Peștera Veterani / ansamblu anonim (Categorie: locuire) (Tip: Locuință rupestră)                                                           | sat Dubova, comuna Dubova            | Peștera Veterani                                         |                       |            |                                                 | Încărcați imagine | Raportați eroare |
| 112931.07.09                              | Situl arheologic în peșteră de la Dubova-Peștera Veterani / ansamblu anonim (Categorie: locuire) (Tip: Locuință rupestră)                                                           | sat Dubova, comuna Dubova            | Peștera Veterani                                         |                       |            |                                                 | Încărcați imagine | Raportați eroare |
| 112931.08.01                              | Situl arheologic în peșteră de la Dubova-Adăpostul lui Climente / ansamblu anonim (Categorie: locuire) (Tip: Locuință rupestră)                                                     | sat Dubova, comuna Dubova            | Adăpostul lui Climente                                   |                       |            |                                                 | Încărcați imagine | Raportați eroare |
| 112931.08.02                              | Situl arheologic în peșteră de la Dubova-Adăpostul lui Climente / ansamblu anonim (Categorie: locuire) (Tip: Locuință rupestră)                                                     | sat Dubova, comuna Dubova            | Adăpostul lui Climente                                   |                       |            |                                                 | Încărcați imagine | Raportați eroare |
| 112931.08.03                              | Situl arheologic în peșteră de la Dubova-Adăpostul lui Climente / ansamblu anonim (Categorie: locuire) (Tip: Locuință rupestră)                                                     | sat Dubova, comuna Dubova            | Adăpostul lui Climente                                   |                       |            |                                                 | Încărcați imagine | Raportați eroare |
| 112931.08.04                              | Situl arheologic în peșteră de la Dubova-Adăpostul lui Climente / ansamblu anonim (Categorie: locuire) (Tip: Locuință rupestră)                                                     | sat Dubova, comuna Dubova            | Adăpostul lui Climente                                   |                       |            |                                                 | Încărcați imagine | Raportați eroare |
| 112931.09.01                              | Situl arheologic în peșteră de la Dubova-Adăpostul de sub stânca Cuina Turcului / ansamblu anonim (Categorie: locuire) (Tip: Locuință rupestră)                                     | sat Dubova, comuna Dubova            | Adăpostul de sub stânca Cuina Turcului                   |                       |            |                                                 | Încărcați imagine | Raportați eroare |
| 112931.09.02                              | Situl arheologic în peșteră de la Dubova-Adăpostul de sub stânca Cuina Turcului / ansamblu anonim (Categorie: locuire) (Tip: Locuință rupestră)                                     | sat Dubova, comuna Dubova            | Adăpostul de sub stânca Cuina Turcului                   |                       |            |                                                 | Încărcați imagine | Raportați eroare |
| 112931.09.03                              | Situl arheologic în peșteră de la Dubova-Adăpostul de sub stânca Cuina Turcului / ansamblu anonim (Categorie: locuire) (Tip: Locuință rupestră)                                     | sat Dubova, comuna Dubova            | Adăpostul de sub stânca Cuina Turcului                   |                       |            |                                                 | Încărcați imagine | Raportați eroare |
| 112931.09.04                              | Situl arheologic în peșteră de la Dubova-Adăpostul de sub stânca Cuina Turcului / ansamblu anonim (Categorie: locuire) (Tip: Locuință rupestră)                                     | sat Dubova, comuna Dubova            | Adăpostul de sub stânca Cuina Turcului                   |                       |            |                                                 | Încărcați imagine | Raportați eroare |
| 112931.09.05                              | Situl arheologic în peșteră de la Dubova-Adăpostul de sub stânca Cuina Turcului / ansamblu anonim (Categorie: locuire) (Tip: Locuință rupestră)                                     | sat Dubova, comuna Dubova            | Adăpostul de sub stânca Cuina Turcului                   |                       |            |                                                 | Încărcați imagine | Raportați eroare |
| 112931.09.06                              | Situl arheologic în peșteră de la Dubova-Adăpostul de sub stânca Cuina Turcului / ansamblu anonim (Categorie: locuire) (Tip: Locuință rupestră)                                     | sat Dubova, comuna Dubova            | Adăpostul de sub stânca Cuina Turcului                   |                       |            |                                                 | Încărcați imagine | Raportați eroare |
| 112931.09.07                              | Situl arheologic în peșteră de la Dubova-Adăpostul de sub stânca Cuina Turcului / ansamblu anonim (Categorie: locuire) (Tip: Locuință rupestră)                                     | sat Dubova, comuna Dubova            | Adăpostul de sub stânca Cuina Turcului                   |                       |            |                                                 | Încărcați imagine | Raportați eroare |
| 112931.10.01                              | Situl arheologic de la Dubova-Sacoviștea Mare / ansamblu anonim (Categorie: locuire) (Tip: așezare)                                                                                 | sat Dubova, comuna Dubova            | Sacoviștea Mare                                          | Starcevo - Criș       |            |                                                 | Încărcați imagine | Raportați eroare |
| 112931.10.02                              | Situl arheologic de la Dubova-Sacoviștea Mare / ansamblu anonim (Categorie: locuire) (Tip: Mormânt)                                                                                 | sat Dubova, comuna Dubova            | Sacoviștea Mare                                          | sec. II î.Chr.        |            |                                                 | Încărcați imagine | Raportați eroare |
| 112931.11.01                              | Movilele de epocă necunoscută de la Dubova-Ponicova / ansamblu anonim (Categorie: decoperire funerară) (Tip: Mormânt)                                                               | sat Dubova, comuna Dubova            | Ponicova                                                 |                       |            |                                                 | Încărcați imagine | Raportați eroare |
| 112931.12.01                              | Mina de cupru de la Dubova-Mina Eibenthal / ansamblu anonim (Categorie: carieră/mine) (Tip: mină de cupru)                                                                          | sat Dubova, comuna Dubova            | Mina Eibenthal                                           |                       |            |                                                 | Încărcați imagine | Raportați eroare |
| 112931.12.02                              | Mina de cupru de la Dubova-Mina Eibenthal / ansamblu anonim (Categorie: carieră/mine) (Tip: mină de cupru)                                                                          | sat Dubova, comuna Dubova            | Mina Eibenthal                                           |                       |            |                                                 | Încărcați imagine | Raportați eroare |
| 112931.12.03                              | Mina de cupru de la Dubova-Mina Eibenthal / ansamblu anonim (Categorie: carieră/mine) (Tip: mină de cupru)                                                                          | sat Dubova, comuna Dubova            | Mina Eibenthal                                           |                       |            |                                                 | Încărcați imagine | Raportați eroare |
| 112931.12.04                              | Mina de cupru de la Dubova-Mina Eibenthal / ansamblu anonim (Categorie: carieră/mine) (Tip: mină de cupru)                                                                          | sat Dubova, comuna Dubova            | Mina Eibenthal                                           |                       |            |                                                 | Încărcați imagine | Raportați eroare |
| 112931.13.01                              | Mina de la Dubova-Tisovița / ansamblu anonim (Categorie: carieră/mine) (Tip: Mină)                                                                                                  | sat Dubova, comuna Dubova            | Tisovița                                                 |                       |            |                                                 | Încărcați imagine | Raportați eroare |
| 112931.13.02                              | Mina de la Dubova-Tisovița / ansamblu anonim (Categorie: carieră/mine) (Tip: Mină)                                                                                                  | sat Dubova, comuna Dubova            | Tisovița                                                 |                       |            |                                                 | Încărcați imagine | Raportați eroare |
| 112931.14.01                              | / ansamblu anonim (Categorie: carieră/mine) (Tip: Mină) | sat Dubova, comuna Dubova            | Ogradena Veche                                           |                       |            |                                                 | Încărcați imagine | Raportați eroare |
| 112931.14.02                              | / ansamblu anonim (Categorie: carieră/mine) (Tip: Mină) | sat Dubova, comuna Dubova            | Ogradena Veche                                           |                       |            |                                                 | Încărcați imagine | Raportați eroare |
| 109782.04.01                              | Biserica medievală de la Drobeta-Turnu Severin - Bd. Carol I / ansamblu Ruinele bisericii medievale (Categorie: structură de cult/religioasă) (Tip: Biserică)                       | municipiul Drobeta-Turnu Severin     | bd. Carol I, nr. 6                                       | sec. XIII - XIV       |            |                                                 | Încărcați imagine | Raportați eroare |